# Jackie Mittoo
Jackie Mittoo, właściwie Donat Roy Mittoo (ur. 3 marca 1948 w Kingston, zm. 16 grudnia 1990 w Toronto) – jamajski pianista i kompozytor, muzyk sesyjny i dyrektor muzyczny Studia One Clementa „Sir Coxsone'a” Dodda, współzałożyciel i wieloletni lider zespołu The Skatalites; jeden z prekursorów muzyki ska i rocksteady.

## Życiorys
Urodził się w stolicy kraju, jednak pierwsze lata życia spędził w niewielkim miasteczku Brown’s Town w regionie Saint Ann, gdzie był wychowywany przez dziadków. Gdy miał 4 lata, pierwszych lekcji muzyki poważnej na fortepianie udzielała mu będąca nauczycielką muzyki babcia, Leila Mittoo. Uczęszczał do lokalnej szkoły York Castle High School, gdzie przy okazji szlifował także swoje umiejętności gry na tym instrumencie. Gdy ukończył ostatnią klasę, babcia zdecydowała się przejść na emeryturę i chcąc umożliwić wnukowi kontynuację nauki, wraz z mężem zakupili niewielki dom w Kingston w dzielnicy Harbour View. Wkrótce po przeprowadzce Jackie podjął studia w Kingston College, gdzie zaprzyjaźnił się z Augustusem Pablo i Tyronem Downie; wspólnie założyli własne trio pod nazwą The Jackie Mitree, grali również w szkolnym zespole The Rivals. Następnie Mittoo dołączył do grupy The Sheiks, grającej co niedziela w klubach, teatrach i salach kinowych we wschodniej części miasta. Mimo iż występował w niej razem ze starszymi od siebie, uznanymi już muzycznymi osobowościami takimi jak Lloyd Knibb, Johnny „Dizzy” Moore czy też Lynn Taitt, dzięki wrodzonej charyzmie i świetnemu kontaktowi z publicznością w krótkim czasie udało mu się zostać liderem zespołu, który zmienił w międzyczasie nazwę na The Cavaliers Orchestra.
Szybko zdobyta przez młodego pianistę popularność nie mogła ujść uwadze Clementa „Sir Coxsone'a” Dodda, najważniejszego wówczas producenta i łowcy talentów na wyspie. W roku 1961, kiedy to na jednej z organizowanych przez niego dla wokalisty Delroya Wilsona sesji w wynajmowanym od Kena Khouriego Federal Studio nie pojawił się umówiony klawiszowiec, Dodd zdecydował się wypróbować na tej pozycji Mittoo. Gra 13-latka na tyle oczarowała sir Coxsone'a, że ten nie tylko natychmiast zaangażował go jako jednego ze swoich muzyków sesyjnych, ale wkrótce uczynił go także dyrektorem muzycznym swego nowo otwartego Studia One; Mittoo wszedł również w skład mającej wesprzeć studio supergrupy, tworzonej przez Dodda spośród najlepszych pracujących dla niego muzyków. Późną wiosną 1964 roku formacja ta przyjęła swój ostateczny kształt – wśród dziewięciorga tworzących ją instrumentalistów znalazł się oczywiście 16-letni wówczas Mittoo – i tak narodzili się The Skatalites, najsłynniejszy zespół ska wszech czasów, który mimo iż istniał tylko przez niewiele ponad rok, zdołał w tym czasie zrewolucjonizować całą muzykę jamajską.
Po rozłamie do jakiego z różnych przyczyn doszło w sierpniu 1965 roku, The Skatalites podzielili się na dwie grupy, z których jednej przewodził Tommy McCook (The Supersonics), drugiej zaś Roland Alphonso (The Soul Brothers, później The Soul Vendors). Mittoo zdecydował się dołączyć do zespołu tworzonego przez Alphonso, którego członkowie pozostali by nagrywać dla Studia One. W roku 1967 ukazała się pierwsza z całej serii wydanych przez Coxsone'a solowych płyt długogrających pianisty, pt. Jackie Mittoo In London (nazwa ma związek z koncertem muzyka z Soul Vendors w stolicy Anglii). W roku 1968 Mittoo wyemigrował do Kanady, gdzie podobnie jak wielu innych muzyków osiedlił się na stałe w Toronto. Występował tam w miejscowych klubach, a od czasu do czasu nagrywał wspólne sesje wraz z innymi emigrantami. Równocześnie bardzo często odwiedzał rodzinną wyspę, by brać udział w nagraniach studyjnych, jednak coraz rzadziej było to studio sir Coxsone'a, a coraz częściej innego znanego producenta, Bunny’ego Lee, który nakładem swojej wytwórni Third World Records wydał kilka jego kolejnych albumów. Bywał także w Miami na Florydzie (gdzie grał jako muzyk sesyjny dla Skengdon Studio Kennetha Blacka) oraz w Wielkiej Brytanii (tam z kolei nawiązał współpracę z najpopularniejszym wówczas zespołem reggae na wyspach - UB40; wystąpił gościnnie na ich płycie Labour of Love, wziął także udział w promującej krążek trasie koncertowej).
W roku 1975 większość dawnych członków założycieli The Skatalites, a wśród nich Mittoo, zebrało się na pierwszej od niemal dekady wspólnej sesji, której efekty usłyszeć możemy na „solowym” albumie kontrabasisty Lloyda Brevetta pt. African Roots. Krążek ten był niejako zapowiedzią reaktywacji zespołu, do której faktycznie doszło wstępnie na przełomie czerwca i lipca 1983 roku (pamiętny koncert na festiwalu Reggae Sunsplash w Montego Bay), a na stałe w roku 1986. Mittoo aktywnie angażował się w działalność formacji do roku 1990, kiedy to stwierdzono u niego raka płuc i zmuszony był przechodzić chemioterapię. Po raz ostatni wystąpił z The Skatalites podczas ich wspólnego koncertu z Desmondem Dekkerem w Toronto 29 września 1990 roku. Zmarł 16 grudnia w szpitalu Wellesley w Toronto. Jego pogrzeb odbył się 2 stycznia 1991 roku na niewielkim cmentarzu Pye River Cemetery w Montego Bay, a poprzedzony był uroczystościami i koncertem pamięci na Stadionie Narodowym w Kingston. W ceremonii tej udział wzięło wielu jego przyjaciół ze sceny muzycznej, zaś mowę pogrzebową połączoną ze wspomnieniem artysty wygłosił sir Coxsone, stwierdzając m.in. że „zasługi Mittoo jako ambasadora muzyki jamajskiej na świecie są porównywalne, jeśli nie większe, niż Boba Marleya”.

## Dyskografia

### Albumy solowe i kompilacje
- Jackie Mittoo In London (1967, Coxsone Records)
- Keep On Dancing (1969, Coxsone Records)
- Now (1970, Coxsone Records)
- Macka Fat (1971, Coxsone Records)
- Reggae Magic (1972, Coxsone Records)
- Wishbone (1972, Summus Records)
- Let's Put It All Together (1975, United Artists Records)
- Showcase (1977, Coxsone Records)
- Hot Blood (1977, Third World Records)
- In Cold Blood (1978, Third World Records)
- The Keyboard King (1978, Third World Records)
- The Original Jackie Mittoo (1978, Third World Records)
- Anthology of Reggae Collectors Vol. 4 (1978, United Artists Records)
- Stepping Tiger (1979, Rite Sound Records)
- The Money Makers (1979, A Jackie Mittoo Music Production)
- Wild Jockey (1989, Wackie's Records)
- Jackie Mittoo At Wackie's (1991, Wackie's Records)
- Jackie Mittoo In Africa (1997, Quartz Records)
- Show Case (1997, Culture Press Records)
- The Keyboard King At Studio One (2000, Universal Sound)
- Drum Song (2003, Attack Records)
- Champion In the Arena 1976-1977 (2003, Blood & Fire Records)
- Jah Rock Style: Grooving With the Keyboard King 1976-1978 (2005, Trojan Records)
- Jackie Mittoo Rides On (2008, Jamaican Recordings)

### Jako Jackie Mittoo & The Soul Brothers
- Last Train To Skaville (2003, Soul Jazz Records)

### Jako Jackie Mittoo & The Soul Vendors
- Evening Time (1968, Coxsone Records)

### Jako Jackie Mittoo & Jah Stitch
- Love And Harmony (1988, Rhino Records)

### Jako Jackie Mittoo & Winston Wright
- Plays Hits From Studio One And More (1991, Rhino Records)
- Jackie Mittoo Featuring Winston Wright At King Tubby's (2004, Attack Records)

### Albumy tribute
- Version Studio (1985, Marcher Music Records)
- Tribute To Jackie Mittoo (1995, Heartbeat Records)
- A Tribute To Reggae's Keyboard King (2004, VP Records)
- Jackie 'The Great' Mittoo (2008, Sprint Records)